# Себу (місто)
Себу́ (Себуано: Dakbayan sa Sugbo, Тагальська: Lungsod ng Cebu) — п'яте за величиною та найстаріше місто на Філіппінах. Найбільше місто однойменної агломерації. Розташоване на східному березі острова Себу, навпроти острова Мактан. Великий порт. Населення — 866 тис. жителів (2010).

## Топономіка
Назва міста походить від філіппінського слова «sebu», що означає тваринний жир. Задовго до приходу іспанців Себу був рибальським селом під управлінням Раджі Хумабона.

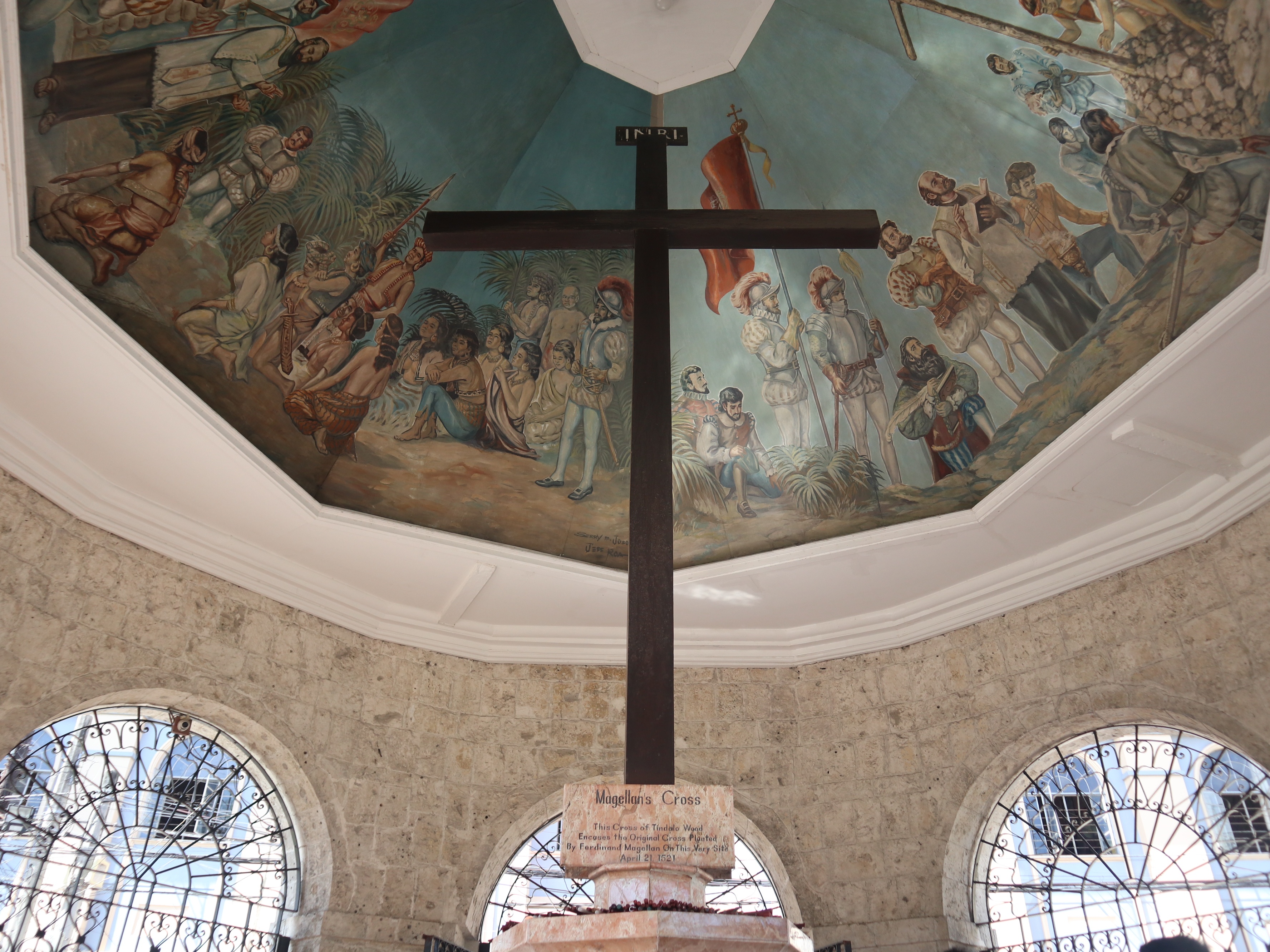
Хрест Магеллана, який вважається хрестом, встановленим експедицією Фердинанда Магеллана в 1521 році

## Історія
Вважається, що місто було засноване Лопесом де Легаспі 1565 року на тому самому місці, де за 44 роки до цього висадився Магеллан. Загинув великий мандрівник на сусідньому з Себу острові — Мактан. Протягом шести років, що передували заснуванню Маніли, Себу залишався головним європейським поселенням на Філіппінах. Побудована у ті роки фортеця св. Петра до кінця XIX століття залишалася бастіоном іспанського панування у південних Філіппінах. Також саме з острова Себу починається історія християнства на Філіппінах. Магеллан встановив у Себу дерев'яний хрест. Залишки оригінального хреста вмонтовані в іншій, чорний хрест з дерева Тиндала. 1595 року було засновано університет Сан-Карлос.

## Географія
Площа міста Себу становить 315 квадратних кілометрів (122 квадратних милі). На північний схід від міста розташовані місто Мандауе та місто Консоласьон; на заході — місто Толедо та міста Баламбан і Астурія; на півдні — місто Талісей і місто Мінгланілла.
За протокою Мактан на сході знаходиться острів Мактан, де розташований Лапу-Лапу. Далі на схід через протоку Себу розташований острів Бохоль.

## Клімат
Місто знаходиться у зоні, котра характеризується мусонним кліматом. Найтепліший місяць — травень із середньою температурою 29.4 °C (85 °F). Найхолодніший місяць — січень, із середньою температурою 27.2 °С (81 °F).
| Клімат Себу             | Клімат Себу | Клімат Себу | Клімат Себу | Клімат Себу | Клімат Себу | Клімат Себу | Клімат Себу | Клімат Себу | Клімат Себу | Клімат Себу | Клімат Себу | Клімат Себу | Клімат Себу |
| Показник                | Січ.        | Лют.        | Бер.        | Квіт.       | Трав.       | Черв.       | Лип.        | Серп.       | Вер.        | Жовт.       | Лист.       | Груд.       | Рік         |
| Абсолютний максимум, °C | 35          | 33          | 38          | 38          | 38          | 38          | 37          | 38          | 37          | 38          | 37          | 37          | 38          |
| Середній максимум, °C   | 29          | 30          | 31          | 32          | 32          | 31          | 31          | 31          | 31          | 31          | 31          | 30          | 31          |
| Середня температура, °C | 27          | 27          | 27          | 28          | 29          | 28          | 28          | 28          | 28          | 28          | 28          | 27          | 28          |
| Середній мінімум, °C    | 23          | 23          | 24          | 25          | 26          | 25          | 25          | 25          | 25          | 25          | 25          | 24          | 25          |
| Абсолютний мінімум, °C  | 21          | 20          | 21          | 20          | 22          | 20          | 21          | 22          | 17          | 17          | 20          | 21          | 17          |
| Норма опадів, мм        | 110         | 70          | 20          | 30          | 70          | 170         | 180         | 110         | 160         | 200         | 110         | 110         | 1540        |
| Днів з опадами          | 14          | 9           | 9           | 6           | 8           | 13          | 15          | 13          | 14          | 15          | 12          | 14          | 142         |
| Вологість повітря, %    | 85          | 85          | 85          | 80          | 85          | 85          | 85          | 85          | 85          | 90          | 85          | 90          | 85.4        |
| ----------------------- | ----------- | ----------- | ----------- | ----------- | ----------- | ----------- | ----------- | ----------- | ----------- | ----------- | ----------- | ----------- | ----------- |
| Джерело: Weatherbase    |             |             |             |             |             |             |             |             |             |             |             |             |             |

## Релігія
Місто вважається батьківщиною християнства на Далекому Сході. Римсько-католицька архідієцезія Себу в даний час є найбільшою архідієцезією на Філіппінах і в Азії.
Християнство у формі католицизму є переважною релігією в Себу для приблизно 80% населення. Решта розділені між різними протестантськими конфесіями (баптистами, методистами та пресвітеріанами), неконфесійними, незалежною церквою Філіппін, Іглесія ні Крісто, Церквою Ісуса Христа Святих останніх днів, Свідками Єгови, адвентистами сьомого дня та іншими. християнські групи. Інші релігії включають іслам, індуїзм і буддизм.

У межах міста є даоський храм. Даоський храм, розташований у підрозділі Беверлі-Хіллз у Лахугу.

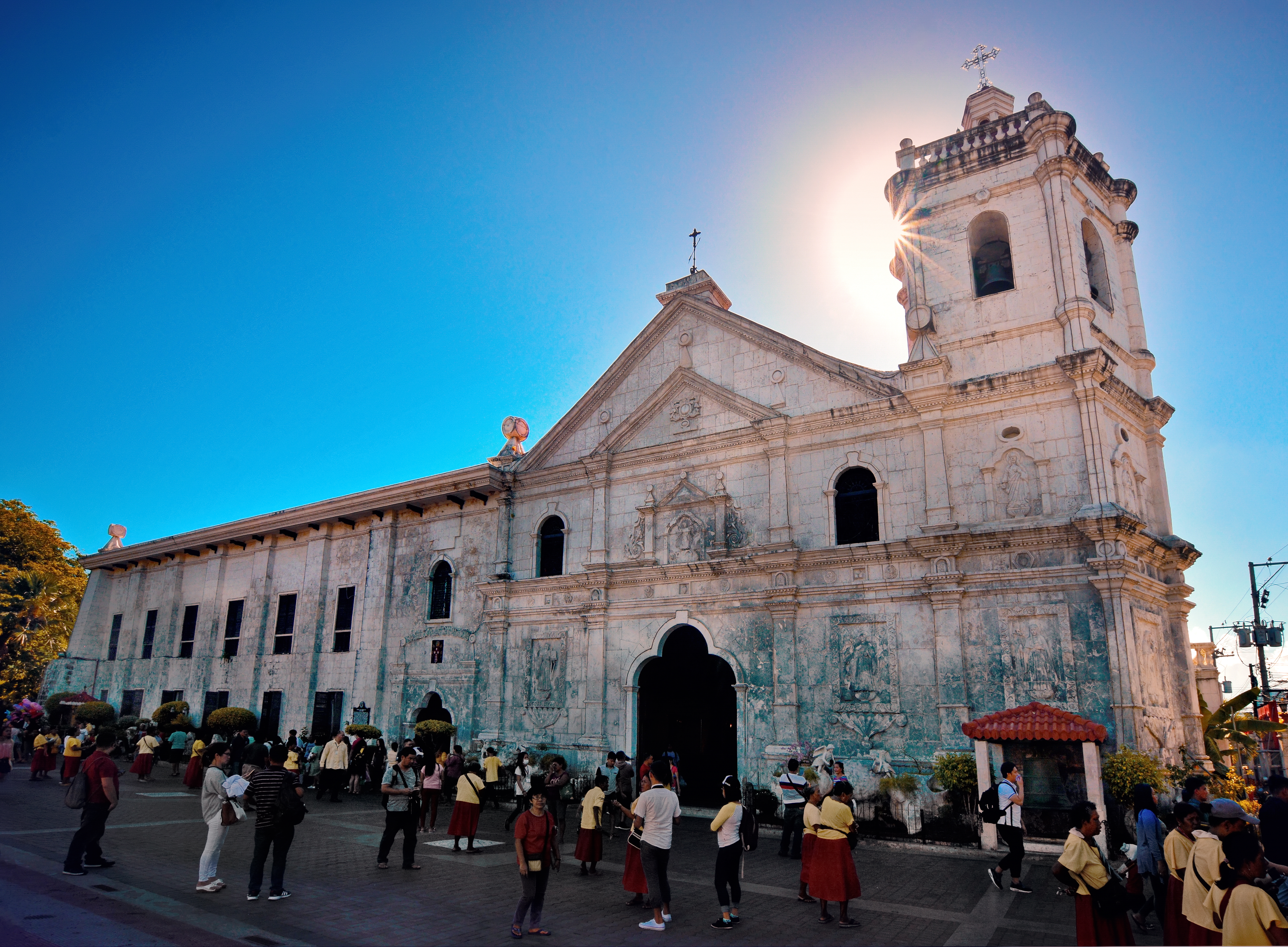
Базиліка Святого Немовляти

## Економіка
Через близькість міста Себу до багатьох островів, пляжів, готелів і курортів, місць для дайвінгу та пам’яток спадщини велика кількість внутрішніх та іноземних туристів сприяла розвитку туристичної індустрії міста. Завдяки своєму географічному розташуванню в центрі країни, доступності повітряним, наземним і морським транспортом місто Себу стало туристичною брамою до центральних і південних Філіппін. Його порт, Порт Себу, є другим за величиною морським портом країни.
Місто є головним центром аутсорсингу бізнес-процесів на Філіппінах. У 2013 році компанія Cebu зайняла 8-е місце в рейтингу «Top 100 BPO Destinations Report» міжнародної консалтингової компанії Tholons. У 2012 році зростання доходів IT-BPO в Себу зросло на 26,9 відсотка до 484 мільйонів доларів США, тоді як у національному масштабі галузь зросла на 18,2 відсотка до 13 мільярдів доларів США.
Aboitiz Equity Ventures, раніше відома як Cebu Pan Asian Holdings, є першою холдинговою компанією з міста Себу, зареєстрована на Філіппінській фондовій біржі. Корпорація Ayala через свою дочірню компанію Cebu Holdings, Inc. і Cebu Property, обидві публічно в індексі PSE, розробила район Cebu Park, де розташовані зони змішаного використання Cebu Business Park і Cebu IT Park. В обох головних запланованих районах розташовані регіональні штаб-квартири різних компаній у банківській, фінансовій, інформаційній та туристичній сферах.
Суднобудівні компанії в Себу виготовили балкери вантажопідйомністю до 70 000 метричних тонн (DWT), а також двокорпусні кораблі. Ця галузь зробила Філіппіни 4-ю найбільшою суднобудівною країною у світі.
З темпом зростання доходу в 18,8 відсотка в 2012 році індустрія нерухомості є сектором, що розвивається найшвидше в Себу. З сильними економічними показниками та високим рівнем довіри інвесторів, у цьому районі розвивається більше проектів кондомініумів та гіпермаркетів.
South Road Properties (SRP) — це 300-гектарний (740-акровий) проект першочергової забудови на рекультивованій землі, розташованій за декілька метрів від узбережжя центрального ділового району Себу. Це змішане будівництво, яке включатиме розваги, дозвілля, житлові будинки та бізнес-обробку. Він зареєстрований Управлінням економічної зони Філіппін (PEZA) і фінансується Японським банком міжнародного співробітництва (JBIC). Через територію пролягає 12-кілометрова (7,5 миль) чотирисмугова автомагістраль, відома як Прибережна дорога Себу, яка надає водіям гарний вид на південне узбережжя Себу та сусідній острів Бохоль.

Вулиця Колон, найстаріша національна дорога на Філіппінах, а також сусідні вулиці та прилеглі райони, відомі під загальною назвою Центр міста Себу, є важливим центром торгівлі міста. Тут розташовано багато торгових центрів, магазинів і кіосків, що продають різноманітні товари та послуги. Carbon Market — це найстаріший і найбільший фермерський ринок у місті, який планується реконструювати, щоб включити в нього інші забудови, що стосуються стилю життя та багатофункціонального призначення. Реконструкцію планують завершити до 2025 року. Рибний ринок Pasil Fish Market, розташований у Barangays Pasil та Suba, є великим оптовим ринком риби, де свіжий улов продається з різних частин Visayas.

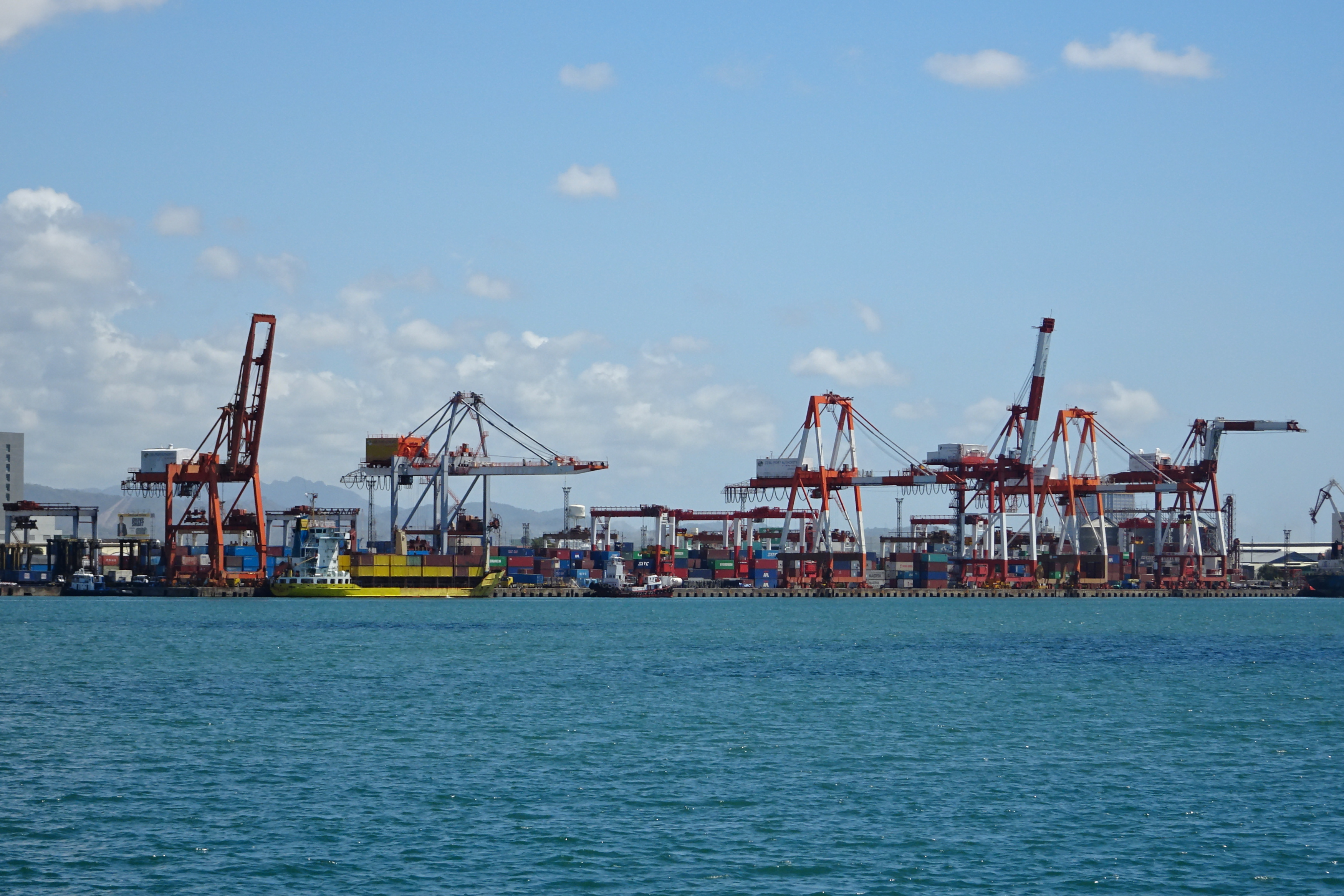
Порт Себу

## Міста-побратими
- Бандунг, Індонезія
- Барселона, Іспанія
- Беер-Шева, Ізраїль
- Пусан, Південна Корея
- Чула-Віста, США
- Гвадалахара, Мексика
- Харлеммермер, Нідерланди
- Сяминь, Китай
- Гаосюн, Тайвань
- Кортрейк, Бельгія
- Любляна, Словенія
- Парраматта[en], Австралія
- Салінас (Каліфорнія), США
- Сієтл, США
- Санкт Петербург, Росія
- Вальпараїсо, Чилі
- Володимир, Росія
- Йосу, Південна Корея

## Уродженці
- Франсіско Монтесільйо Паділья (* 1953) — філіппінський прелат і ватиканський дипломат.

## Галерея

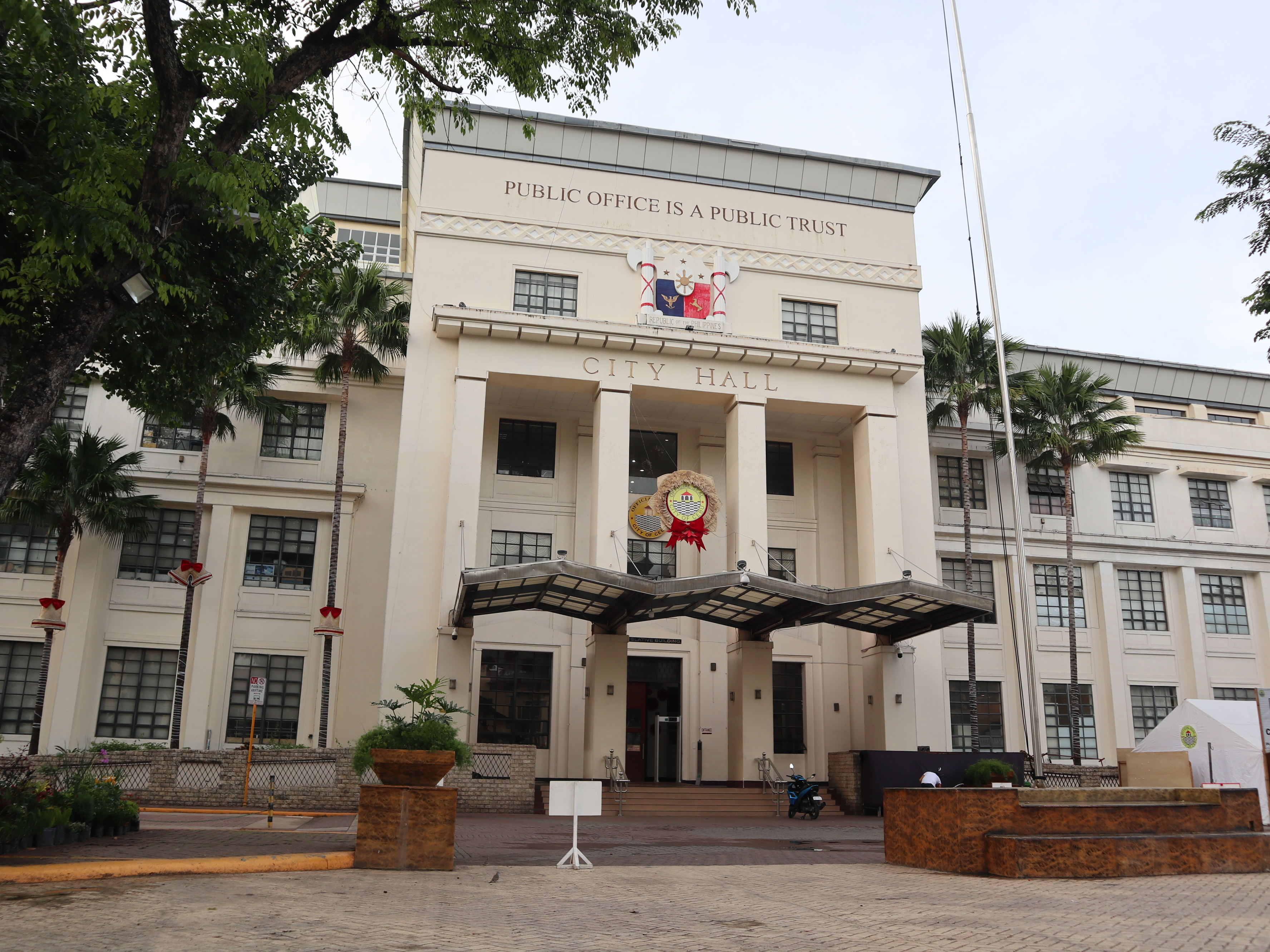
Мерія Себу
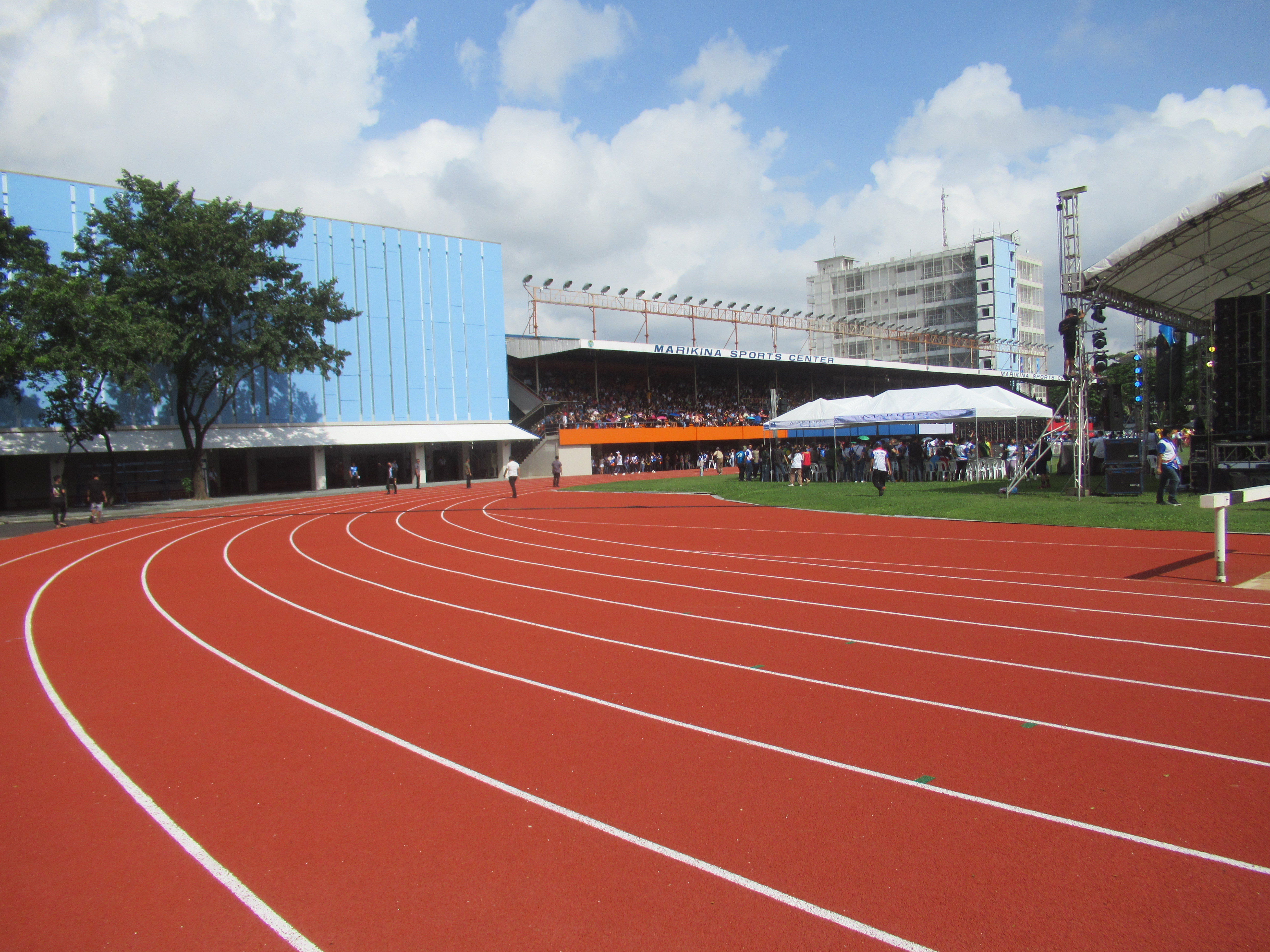
Спортивний центр
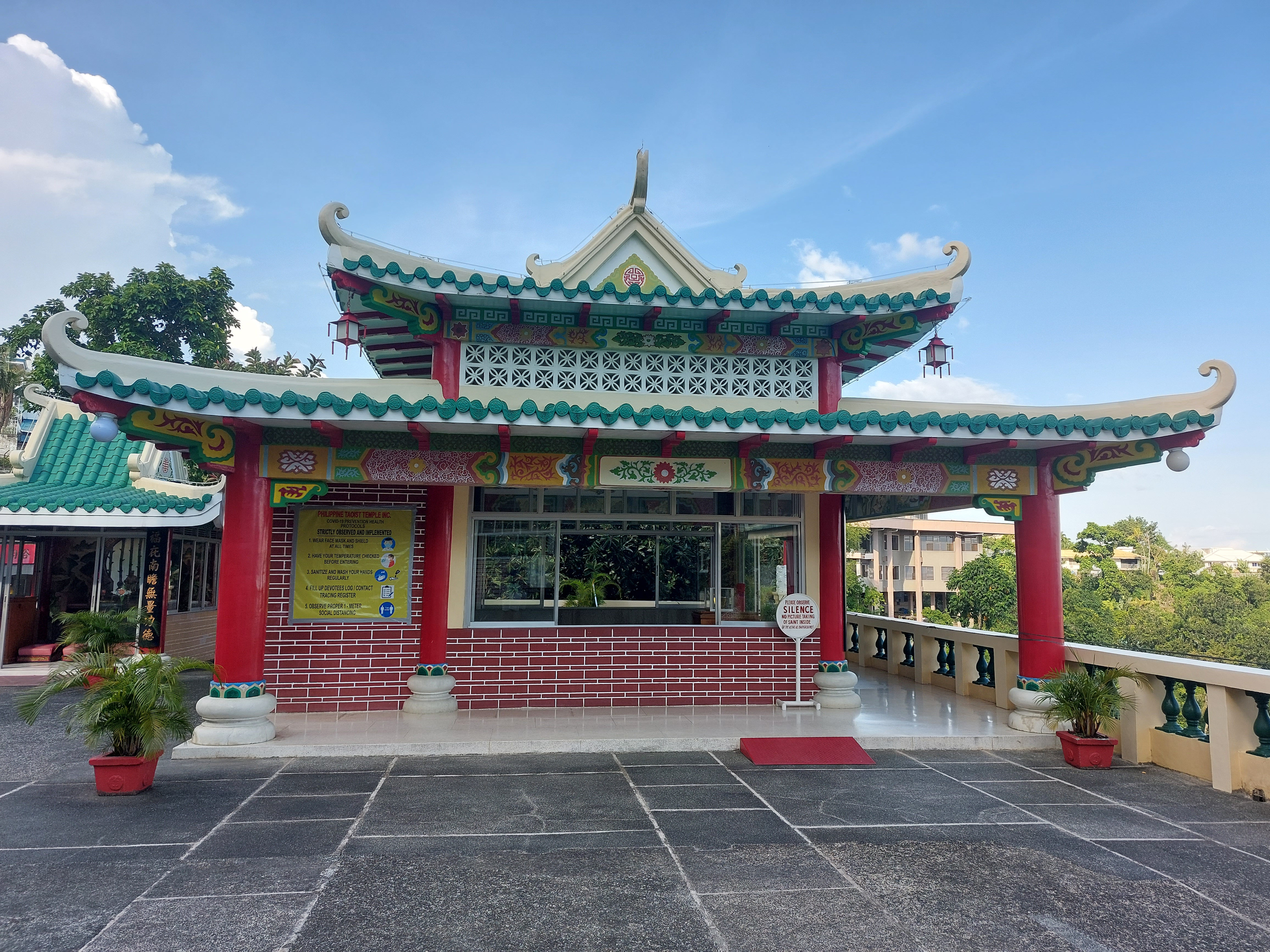
Даоський храм
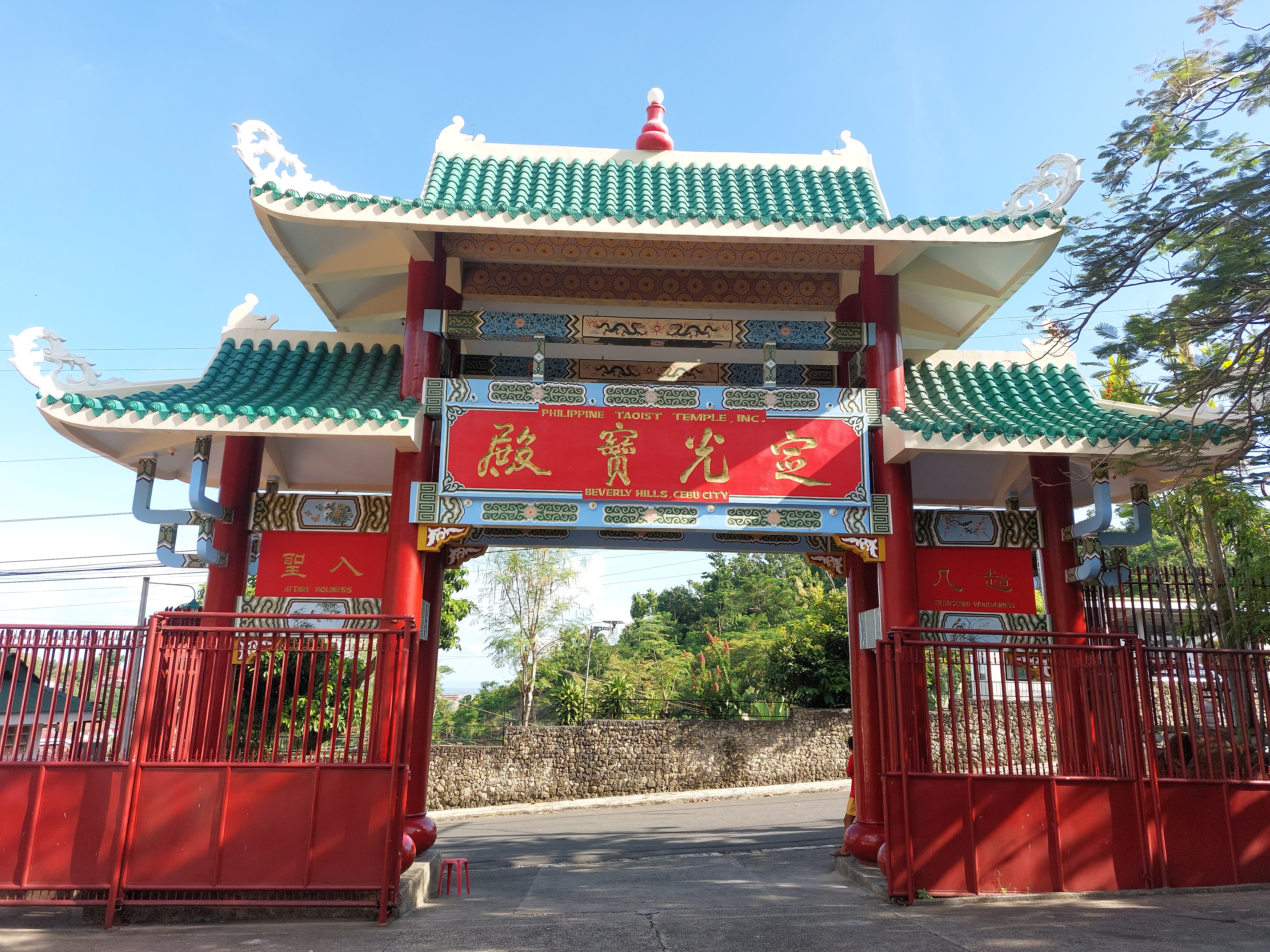
Даоський храм
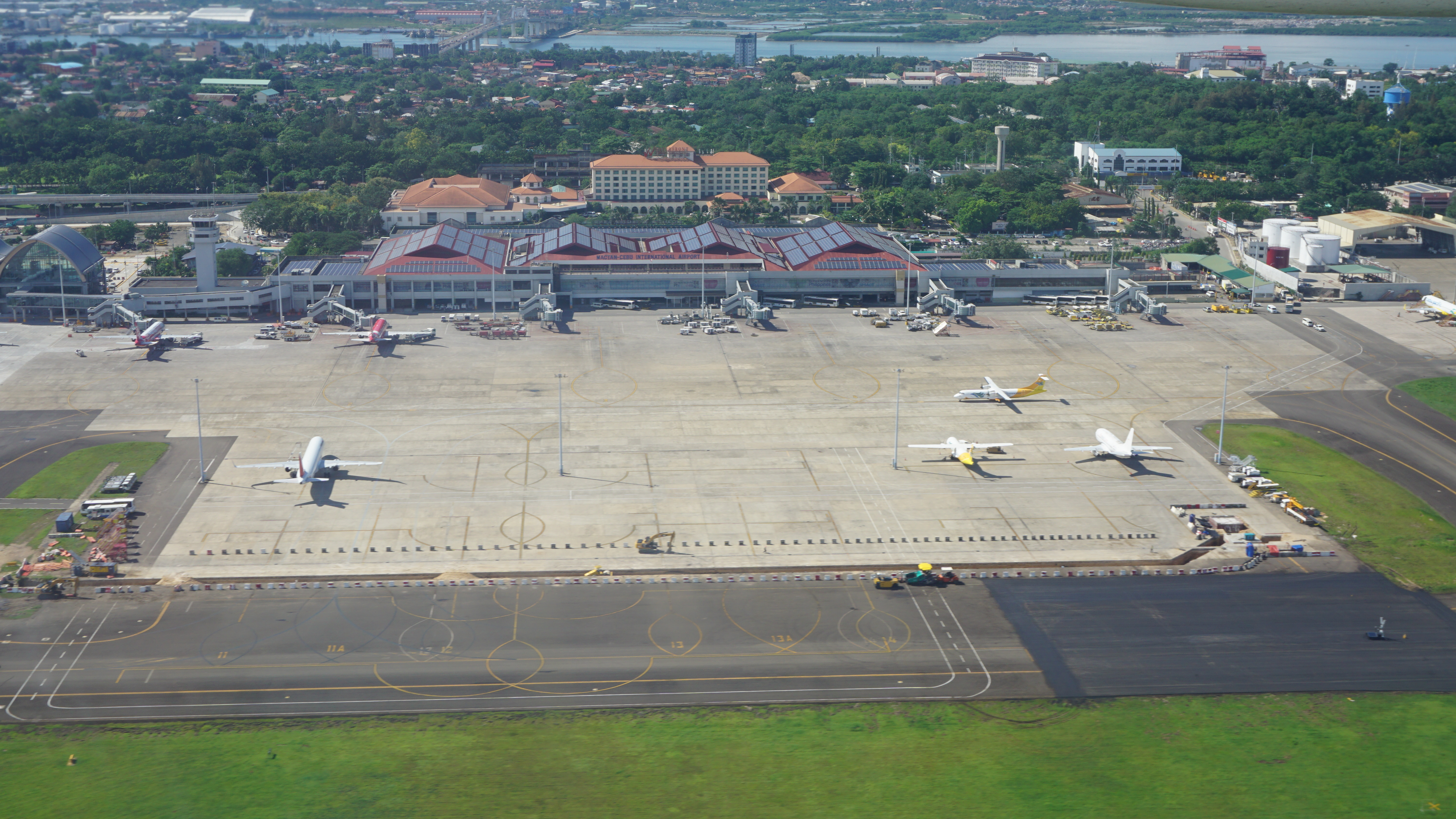
Міжнародний аеропорт Мактан-Себу
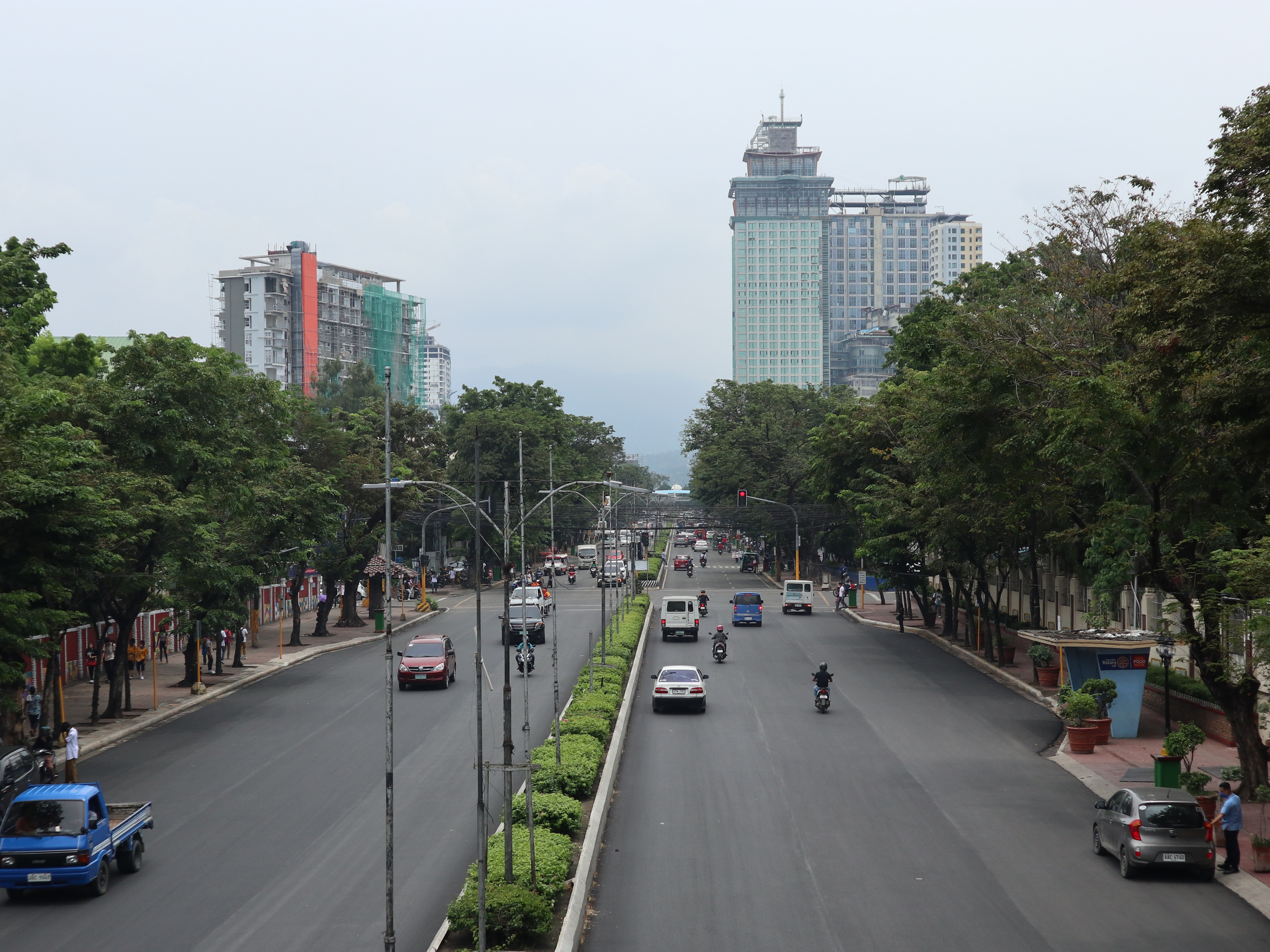
Бульвар Осменя, головна артеріальна магістраль міста Себу
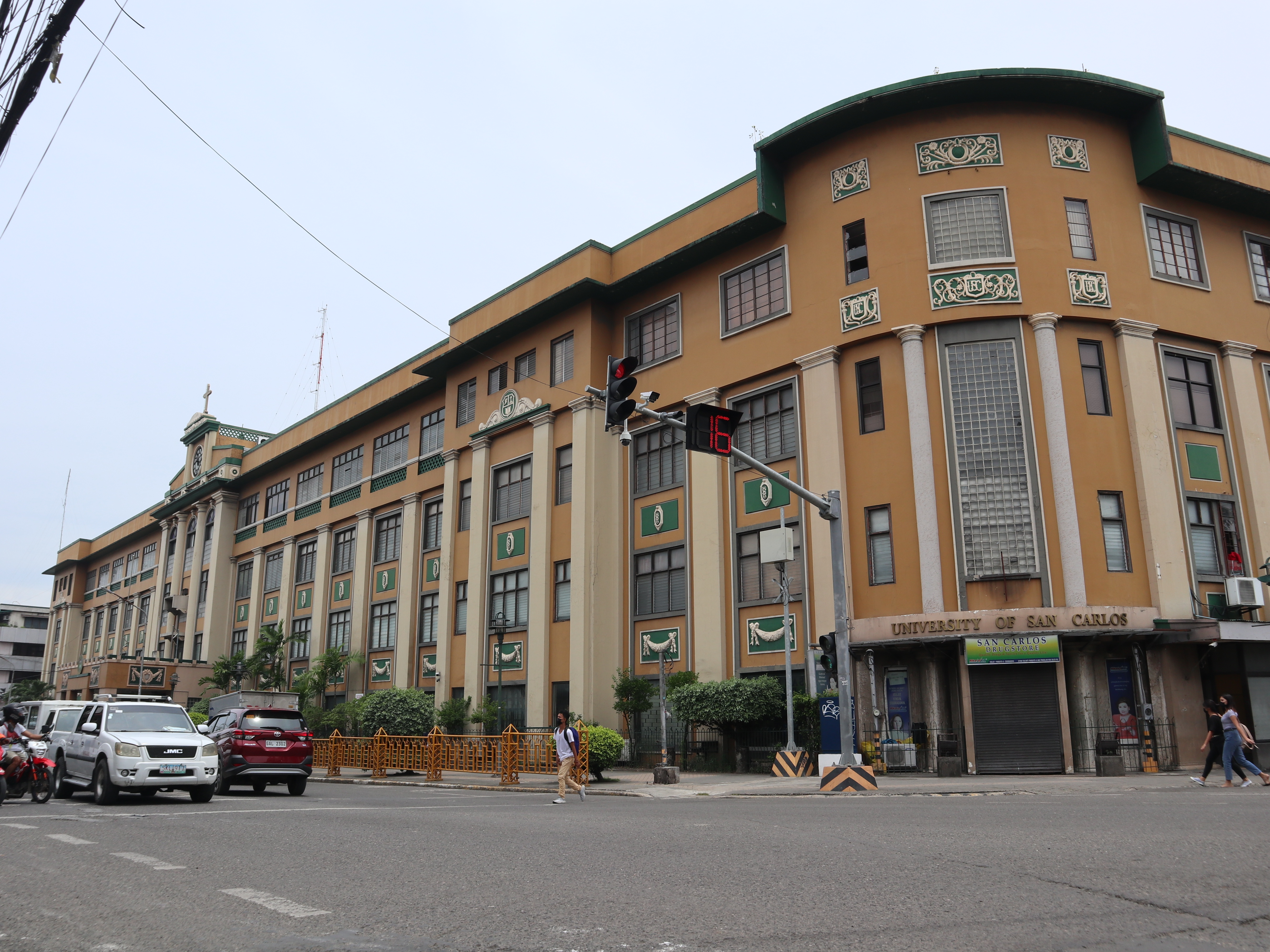
Університет Сан-Карлос, Панталеон-дель-Росаріо, місто Себу